# Chevannes (Loiret)
Chevannes település Franciaországban, Loiret megyében. Lakosainak száma 319 fő (2022. január 1.). Chevannes Égreville, Chevry-sous-le-Bignon, Ferrières-en-Gâtinais, Griselles, Pers-en-Gâtinais és Bransles községekkel határos.

## Népesség
A település népességének változása:
| Lakosok száma | 194  | 198  | 230  | 287  | 330  | 320  | 320  | 319  | 317  | 319  |
|               | 1968 | 1982 | 1990 | 2006 | 2013 | 2015 | 2017 | 2019 | 2020 | 2022 |